# Псача
Псача́ (мак. Псача) — село у Північній Македонії, входить до складу общини Ранковце Північно-Східного регіону.
Населення — 539 осіб (перепис 2002) в 192 господарствах.